# Stikåsälsbäcken (naturreservat)
Stikåsälsbäcken är ett naturreservat i Mora kommun i Dalarnas län.
Området är naturskyddat sedan 2018 och är 17 hektar stort. Reservatet består av granskog omkring bäcken.